# I1 Super Series
Die i1 Super Series ist eine Automobilsport-Rennserie, die in Indien beheimatet ist. In der Serie wird als Einheitsfahrzeug der Sportwagen Radical SR3 verwendet. Die Debütsaison sollte 2012 ausgetragen werden, wurde aber vor Saisonbeginn abgesagt.
Die Serie wird von Machdar Motorsports organisiert und von der FIA und der FMSCI sanktioniert.

## Format
In der i1 Super Series werden an jedem Rennwochenende zwei Rennen ausgetragen. An der Saison 2012 sollten neun Teams mit je zwei Fahrzeugen teilnehmen. Ein Team (Franchise) steht für eine indische Stadt. Pro Rennwochenende wählen die Teams aus einem Pool von 27 Fahrern zwei aus, sodass insgesamt 18 Piloten an den Start gehen. In jedem Team muss mindestens ein indischer Fahrer starten.
Die Rennserie hätte ursprünglich von Januar bis März stattfinden und so Terminkollisionen mit anderen internationalen Rennserien verhindern sollen.

## Rennstrecken
Die i1 Super Series sollte ihre Rennen in Asien austragen. Auf sämtlichen Strecken fanden schon Weltmeisterschaftsläufe der Formel 1, der FIA-GT1 oder der Motorrad-Weltmeisterschaft statt.

## Fahrzeug
Als Fahrzeug dient der Sportwagen Radical SR3. Der Motor ist ein 260 PS starker 1.500 cm³-Motorradmotor von Suzuki. Das Leergewicht des Fahrzeugs beträgt 570 kg, die Höchstgeschwindigkeit 250 km/h.

## Abgesagte Saison 2012
Für die Saison 2012 waren Rennen in as-Sachir, Doha, Dubai, Greater Noida und auf der Yas-Insel geplant. Zuvor war bereits ein Rennen in Sepang abgesagt worden. Vor dem ersten Rennen wurde jedoch die ganze Saison abgesagt.
Von der Serie wurden 30 Fahrer für die Debütsaison nominiert. Die neun Teams hätten für jedes Rennen zwei dieser Fahrer für ihr Team ausgewählt. Dabei hätte jeweils ein Fahrer aus Indien kommen müssen. An der Serie hätten sowohl internationale Fahrer, als auch indische Piloten, die bisher nur in nationalen Serien gestartet sind, antreten sollen. Zu den bekanntesten Piloten hätten Jacques Villeneuve (CART-Meister 1995, Formel-1-Weltmeister 1997) sowie die ehemaligen Formel-1-Grand-Prix-Sieger Jean Alesi, Giancarlo Fisichella und Heinz-Harald Frentzen gezählt. Mit Karun Chandhok und Vitantonio Liuzzi wären zwei Fahrer gestartet, die in der Vorsaison in der Formel 1 fuhren, und mit Pippa Mann hätte eine 2011er IndyCar-Pilotin an der Meisterschaft teilgenommen. Neben Mann wäre mit Cyndie Allemann eine weitere Frau in der Serie angetreten.
Die nominierten Teilnehmer waren in die Kategorien International Drivers, Indian International und Indian Drivers eingeteilt.
| International Drivers | Indian International | Indian Drivers    |
| --------------------- | -------------------- | ----------------- |
| Jean Alesi            | Cyndie Allemann      | Abdul Ahmed       |
| Karun Chandhok        | Phiroze Billmoria    | Raj Bharath       |
| Giancarlo Fisichella  | Armaan Ebrahim       | Sailesh Bolisetti |
| Heinz-Harald Frentzen | Zaamin Jaffer        | Gaurav Dalal      |
| Vitantonio Liuzzi     | Neel Jani            | Parth Ghorpade    |
| Pippa Mann            | Akhil Khushlani      | Amittrajit Ghosh  |
| Mika Salo             | Mathias Lauda        | Chirag Malhotra   |
| Jacques Villeneuve    | Aditya Patel         | Vishnu Prasad     |
| Sakon Yamamoto        | Parthiva Sureshwaren | Sahil Shelar      |
| Alex Yoong            |                      | Ashwin Sundar     |
|                       |                      | Ameya Walavalkar  |